# Syndipnus alutaceus
Syndipnus alutaceus är en stekelart som först beskrevs av Holmgren 1857.  Syndipnus alutaceus ingår i släktet Syndipnus och familjen brokparasitsteklar. Arten är reproducerande i Sverige. Inga underarter finns listade i Catalogue of Life.